# MBBC Juniors 2007
Das MBBC Juniors 2007 als bedeutendstes internationales Nachwuchsturnier von Kalifornien im Badminton fand vom 2. bis zum 7. August 2007 im Manhattan Beach Badminton Club in Manhattan Beach statt.

## Sieger und Platzierte der U19
| Disziplin    | Gold                         | Silber                                | Bronze                           |
| ------------ | ---------------------------- | ------------------------------------- | -------------------------------- |
| Herreneinzel | Po Hsiang Tsao               | Martin Giuffre                        | David Pastewka                   |
| Herreneinzel | Po Hsiang Tsao               | Martin Giuffre                        | David Melo                       |
| Dameneinzel  | Deyanira Angulo              | Victoria Montero                      | Victoria Bundy                   |
| Dameneinzel  | Deyanira Angulo              | Victoria Montero                      | Katherine Winder                 |
| Herrendoppel | Che-Wei Chang Tsao Po-Hsiang | Martin Giuffre David Pastewka         | Geoff Prieur Shun Fujinami       |
| Herrendoppel | Che-Wei Chang Tsao Po-Hsiang | Martin Giuffre David Pastewka         | Bradley Pilgrim Dakeil Thorpe    |
| Damendoppel  | Isabel Zhong Susana Zhong    | Veronica Gutierrez Crystal Bustamente | Kendra Nickles Maria Sop         |
| Mixed        | Randy Hsia Priscilla Lun     | Darren Hong Adrianna Giuffre          | R. Logan Campbell Kendra Nickles |
| Mixed        | Randy Hsia Priscilla Lun     | Darren Hong Adrianna Giuffre          | David Pastewka Chloe Chow        |